# Vilhelms Purvītis
Vilhelms Purvītis (3. marts 1872 i Zaube i Guvernement Livland – 14. januar 1945 i Bad Nauheim i Tyskland) var en lettisk maler af landskabsmalerier og pædagog, som etablerede Letlands Kunstakademi og var dets rektor fra 1919 til 1934.
Purvītis studerede til maler ved det Kejserlige Kunstakademi i Sankt Petersborg i Det Russiske Kejserrige fra 1890 til 1897, hovedsageligt under Arkhip Kuindzji, og dimitterede med en stor guldmedalje. Fra 1898 til 1901 udstilledes hans malerier i Berlin, München, Paris og Lyon med stor kritikerros. Derefter slog han sig ned i Riga, og rejste i 1902 til Spitsbergen i Norge for at studere maleri af sne.
Ved konstant at eksperimentere og blive en mester i snelandskaber, begyndte Purvītis som realist, vendte sig til impressionisme, og blev senere påvirket af Paul Cézanne og Edvard Munch. Som leder af workshoppen for landskabsmaleri ved Letlands Kunstakademi fra 1921 til 1944, af visuel kunst i afdelingen for arkitektur på Letlands Universitet fra 1919 til 1940, og direktør for Rigas Kunstskole fra 1909 til 1915, havde Purvītis et væld af tilhængere og var den anerkendte leder af en hel skole lettiske malere.
Mange af hans værker blev ødelagt, da den Røde Hær indtog Jelgava i 1944, mens mange andre gik tabt mens de evakueredes til Bayern. Purvītis' jordiske rester blev genbegravet i Riga i 1994, efter Letland genvandt sin uafhængighed.
Vilhelms Purvītis udnævntes til Kommandør af Trestjerneordenen i 1926, og til Storofficer af Trestjerneordenen i 1928. Purvītis modtog også Dannebrogsordenen.